# HD 1651
HD1651 є хімічно пекулярною зорею спектрального класу
A6 й має видиму зоряну величину в
смузі V приблизно  9.3.
.